# Pequeri
Pequeri é um município da Zona da Mata Mineira, no estado de Minas Gerais, no Brasil. Sua população recenseada de 2022 era de 3 351 habitantes.

## História
A Zona da Mata Mineira era habitada pelos puris até a chegada dos colonizadores de origem europeia a partir do século XVI. Pequeri foi fundada entre 1860 e 1870 por Marcelino Dias Tostes (ex-combatente da Guerra do Paraguai) e por Manoel Gervásio, que construíram a capela de São Pedro na divisa das Fazendas São Pedro e Piquiri, grandes produtoras de café da região. Em tupi antigo, "piquiri" significa "rio dos peixinhos". Outra família que se destacou nesse período foi a dos Dutra de Moraes. A localidade que se formou ao redor da capela recebeu o nome de "São Pedro do Piquiri". A atividade econômica predominante nesse período inicial foi a agropecuária.
Posteriormente, a vila recebeu pelo menos 600 famílias de imigrantes italianos (vindos principalmente das regiões da Toscana e Vêneto), que ajudaram na colonização da área. Tais imigrantes fundiram-se rapidamente aos costumes locais e contribuíram com a economia e cultura local na primeira metade do século XX. Misturaram-se aos descendentes dos escravos, os portugueses desbravadores e outros imigrantes que existiam em menor número, como os sírio-libaneses e alemães. Em 1923, o nome da localidade foi simplificado para "Pequeri". Posteriormente, houve a descoberta de jazidas de feldspato, quartzo e calcário, que possibilitaram a implantação de indústrias de extração mineral. Antes de sua emancipação em 1953, foi distrito sucessivamente de Juiz de Fora, Mar de Espanha e Bicas (de quem se emancipou). Até a eleição do primeiro prefeito, a cidade ficou sob a administração de um intendente de nome Mário de Andrade.

### Prefeitos eleitos
1. José Flora (1954/1958)
2. Victor Belfort Arantes Filho (1959/1962)
3. Luiz Pessoa Bastos (1963/1966)
4. Julio Cezar Vanni (1967/1970)
5. Boanerges Dutra de Moraes (1971/1972)
6. Luiz Abílio Pimenta Alves (1973/1976)
7. José Vicente Daniel (1977/1983)
8. Geraldo Fulco (1983/1988)
9. Edson Pires de Mendonça (1989/1992)
10. Geraldo Fulco (1993/1996)
11. Rafanelli Salles de Almeida (1997/2000)
12. Rafaneli Salles de Almeida (2001/2004)
13. Geraldo Fulco (2005/2008)
14. Hederson Raul Salles de Almeida Nassar Micheli (2009/2012)
15. Joaquim Simeão de Faria Neto (2013/2016)
16. Rafaneli Salles de Almeida (2017 a 2020)
17. Glauco Braga Fávero (2021 a 2024)
18. Glauco Braga Fávero (2025 a 2028)

## Cultura
As principais festas da cidade continuam a ser o carnaval e as existentes no calendário religioso.